# Tim Porath
Tim Porath (* 7. Juni 1975 in Hamburg) ist ein deutscher Theaterschauspieler.

## Leben
1996 wurde er an die Otto-Falckenberg-Schule in München aufgenommen. Direkt nach Abschluss der Schauspielschule im Jahr 2000 war er in verschiedenen Stücken der Münchner Kammerspiele zu sehen.
Bald jedoch zog er nach Hannover und gehörte bis zum Jahr 2005 dem Ensemble des Niedersächsischen Staatstheater Hannover an. Er spielte u. a. in Stücken wie von Herbert Achternbuschs Pallas Athene, in Franziska in der Regie von Christina Paulhofer, in Heinrich von Kleists Das Käthchen von Heilbronn, in Ödön von Horváths Eine Unbekannte aus der Seine, in Luk Percevals Inszenierung von Der Kirschgarten, in Bertolt Brechts Mutter Courage und ihre Kinder, einer Regiearbeit von Christian Pade, in Arthur Millers Hexenjagd, in Neil LaButes Das Maß der Dinge, in Gerhart Hauptmanns Komödie Der Biberpelz in der Regie von Thomas Bischoff, in den Regiearbeiten von Sebastian Nübling Mamma Medea, Wilde – Der Mann mit den traurigen Augen und Was ihr wollt, in Die Jungfrau von Orleans in der Regie von Peter Kastenmüller, in Macbeth von William Shakespeare, in Woody Allens Gott von Henner Kallmeyer und an zahllosen Abenden in der Cumberlandschen Galerie.
Von 2005 bis 2014 arbeitete er als Gast am Hamburger Schauspielhaus und Thalia Theater, am Schauspiel Hannover, am Schauspielhaus Zürich, am Schauspielhaus Bochum und am Schauspiel Köln. Von 2014 bis 2017 gehörte er zum Ensemble des Berliner Maxim-Gorki-Theaters, seit 2017/18 zum Ensemble des Hamburger Thalia Theaters.
2022 sorgte Porath unter der Regie von Matthias Günther mit seinem 90-minütigen Monolog im Einpersonenstück „Einhandsegeln“ von Christian Kortmann für Aufsehen.

## Filmografie
- 2016: Ein gefährliches Angebot
- 2021: Tatort: Borowski und der gute Mensch
- 2021: Nord bei Nordwest – Ho Ho Ho!
- 2022: Wir sind dann wohl die Angehörigen
- 2023: SOKO Hamburg – Ausgeliefert
- 2023: Unter anderen Umständen: Mütter und Söhne
- 2023: Das Lehrerzimmer

## Nachweise
1. ↑  Tim Porath bei Crew United, abgerufen am 3. Oktober 2021
2. ↑  Tim Porath. In: Thalia Theater. Abgerufen am 19. Februar 2020.
3. ↑  Einhandsegeln. Abgerufen am 27. März 2022.

| Personendaten    | Personendaten                 |
| ---------------- | ----------------------------- |
| NAME             | Porath, Tim                   |
| KURZBESCHREIBUNG | deutscher Theaterschauspieler |
| GEBURTSDATUM     | 7. Juni 1975                  |
| GEBURTSORT       | Hamburg                       |